# Луцхорн
Луцхорн (нем. Lutzhorn) — община в Германии, в земле Шлезвиг-Гольштейн. 
Входит в состав района Пиннеберг. Подчиняется управлению Ранцау.  Население составляет 806 человек (на 31 декабря 2010 года). Занимает площадь 21,72 км².